# Aruküla (Alutaguse)
Aruküla is een plaats in de Estlandse gemeente Alutaguse, provincie Ida-Virumaa. De plaats telt 26 inwoners (2021) en heeft de status van dorp (Estisch: küla).
Tot in oktober 2017 hoorde Aruküla bij de gemeente Mäetaguse. In die maand werd Mäetaguse bij de fusiegemeente Alutaguse gevoegd.